# Tamara Jemuovic
Tamara Jemuovic, née le 28 décembre 1993 à Toronto, a été élue Miss Terre Canada 2016 et Miss Univers Canada 2021.

## Biographie

### Vie personnelle et éducation
Jemuovic est né le 28 décembre 1993 et vit à Toronto. Elle est d'origine canadienne et serbe. Elle a obtenu un baccalauréat spécialisé de l'Université de Toronto, elle a terminé ses études supérieures à l'Université d'Hawaï et sa licence en immobilier au Collège immobilier de l'Ontario.

### Concours de beauté
Le 20 août 2016, Jemuovic a commencé son passage sur scène lorsqu'elle a participé au concours Miss Terre Canada 2016. En tant que Miss Terre Canada, Jemuovic représentera le Canada au concours Miss Terre 2016 aux Philippines.
Le 24 octobre 2020, elle a concouru contre 39 autres candidats à Miss Univers Canada 2020 qui a eu lieu au John Bassett Theatre, Metro Toronto Convention Centre à Toronto. Elle s'est classée en tant que 1re dauphine et a perdu contre l'éventuelle gagnante Nova Stevens de la Colombie-Britannique. Le 7 août 2021, elle a été nommée Miss Univers Canada 2021 et représentera le Canada au concours Miss Univers 2021 à Eilat, en Israël.